# 毛香
毛香（学名：Leontopodium stracheyi×artemisiifolium），为菊科火绒草属下的一个植物种。